# Roy Goldstein
Roy Goldstein (* 20. Juni 1993 in Misgav) ist ein ehemaliger israelischer Radsportler.

## Sportliche Laufbahn
Seit 2010 ist Roy Goldstein international als Straßenradrennfahrer aktiv. Bei den UCI-Straßen-Weltmeisterschaften 2011 belegte er im Straßenrennen der Junioren Platz 89. 2012 wurde er israelischer Vize-Meister im Straßenrennen, 2014, 2015 und 2016 wurde er Dritter. 2017 wurde er erstmals israelischer Straßenmeister und konnte diesen Erfolg im Jahr darauf wiederholen. Zum Ende der Saison 2019 erklärte er seinen Rücktritt vom Leistungsradsport.

## Familie
Auch sein Bruder Omer ist als Radrennfahrer aktiv.

## Erfolge
2017
- Israelischer Meister – Straßenrennen

2018
- Israelischer Meister – Straßenrennen

## Teams
- 2015 Cycling Academy Team (bis 30. April)
- 2016 Cycling Academy Team (ab 30. Mai)
- 2017 Israel Cycling Academy
- 2018 Israel Cycling Academy
- 2018 Israel Cycling Academy
- 2019 Israel Cycling Academy